# آسیاب‌های آبی کهره
بقایای آسیاب‌های آبی کهره مربوط به سده‌های متاخر اسلام است و در زمان حکومت لطفعلی خان بالاوند حاکم هلیلان بنا گردیده. این آسیاب‌های آبی در شهرستان چرداول، بخش هلیلان، دهستان هلیلان، ۲ کیلومتری غرب روستای کهره واقع شده و این اثر در تاریخ ۲۶ اسفند ۱۳۸۷ با شمارهٔ ثبت ۲۶۰۱۱ به‌عنوان یکی از آثار ملی ایران به ثبت رسیده است.